# Księgi o gotowości wojennej
Księgi o gotowości wojennej – dzieło wojewody sieradzkiego Stanisława Łaskiego, napisane w latach czterdziestych XVI wieku. Zawierały one uogólnienia osobistych doświadczeń wyniesionych z wojen europejskich, w których uczestniczył autor.